# Le Cafard du clown
Le Cafard du clown  (Clown in the Dumps) est le premier épisode de la vingt-sixième saison de la série télévisée Les Simpson et le 553e épisode de la série. Il est sorti en première sur le réseau Fox le 28 septembre 2014.

## Synopsis
Krusty le Clown se fait humilier lors d'un roast et décide de demander conseil à son père afin de savoir s'il est drôle ou non. Quand le rabbin répond simplement "eh" et décède, Krusty ne sachant plus quoi faire se retire de la scène et du spectacle. Il est alors complètement ivre et dans une hallucination, son père apparaît et lui dit qu'il le trouvait drôle sans jamais avoir eu le temps de le lui dire. Krusty décide ensuite d'aider les animaux en créant un refuge animalier. 
De son côté, Lisa, bouleversée par la mort du père de Krusty, craint que le mode de vie d'Homer ne cause son décès prématuré. Elle s'évertue à le surprotéger jusqu'à ce que Marge et Bart la raisonnent.

## Réception
Lors de sa première diffusion l'épisode a attiré 8,53 millions de téléspectateurs.